# Aleem Ford
Aleem Ford (Lawrenceville, 22 dicembre 1997) è un cestista statunitense con cittadinanza portoricana.

## Carriera
Dopo aver trascorso le stagioni universitarie con i Wisconsin Badgers, il 25 aprile 2021 viene selezionato con la prima scelta assoluta al draft del campionato portoricano dai Leones de Ponce. Successivamente viene incluso nel roster dei Lakeland Magic, club di NBA G League affiliato agli Orlando Magic; il 17 dicembre seguente firma un contratto di dieci giorni con il team della Florida, insieme ai compagni di squadra Hassani Gravett, B.J. Johnson e Admiral Schofield, per sopperire all'assenza di numerosi giocatori.